# بق درعي مخطط
بق درعي مخطط أو بق درعي نتن (الاسم العلمي Graphosoma lineatum) هو نوع من البق المدرع من فصيلة خماسيات الفصلات، يعتبر البق الدرعي والحشرات القريبة له من النوع المؤذي للنباتات التي تعيشُ منها.
وتدعى هذه الحشرة أحانا، (البقة النتنة) لأنه عند الإمساك بها أو لمسها تُطلق رائحة كريهة تنبعث
من غُددٍ خاصة على جانبي الصدر، وتبعد عنها المعتدي.